# Maianthemum purpureum
Maianthemum purpureum är en sparrisväxtart som först beskrevs av Nathaniel Wallich, och fick sitt nu gällande namn av Lafrankie. Maianthemum purpureum ingår i släktet ekorrbärssläktet, och familjen sparrisväxter. Inga underarter finns listade i Catalogue of Life.